# アーデム・パタプティアン
アーデム・パタプティアン（Ardem Patapoutian, アルメニア語: Արտեմ Փաթափութեան, 1967年10月2日 - ）は、アメリカ合衆国の生物学者（神経科学、分子生物学）。スクリプス研究所教授。機械的刺激受容体タンパク質「PIEZO1」「PIEZO2」を発見し、2021年に「温感と触覚の受容体の発見」でデヴィッド・ジュリアスとともにノーベル生理学・医学賞を受賞した。

## 経歴

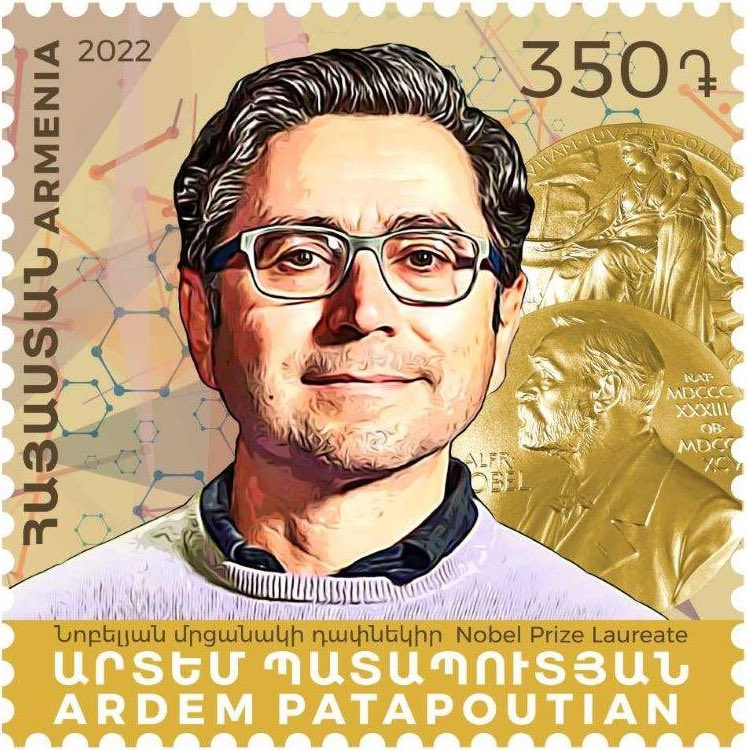
アルメニアで発行された記念切手(2022)

レバノンのベイルートで、アルメニア人の家系に生まれた。祖父母はオスマン帝国のアルメニア人虐殺の被害者。ベイルート・アメリカン大学を卒業後、レバノン内戦の難民として1986年に渡米し、合衆国市民権を取得。ピザチェーン店の配達員やアルメニア系の新聞に星占いを執筆したりして、学費を稼ぎ、1990年にカリフォルニア大学ロサンゼルス校を卒業、1996年カリフォルニア工科大学から生物学の博士号を取得。 カリフォルニア大学サンフランシスコ校で博士研究員となった後、2000年にスクリプス研究所の助教授に就任。2014年までノヴァルティス研究財団研究員となり、以後はハワード・ヒューズ医学研究所に所属。

## 研究の概要

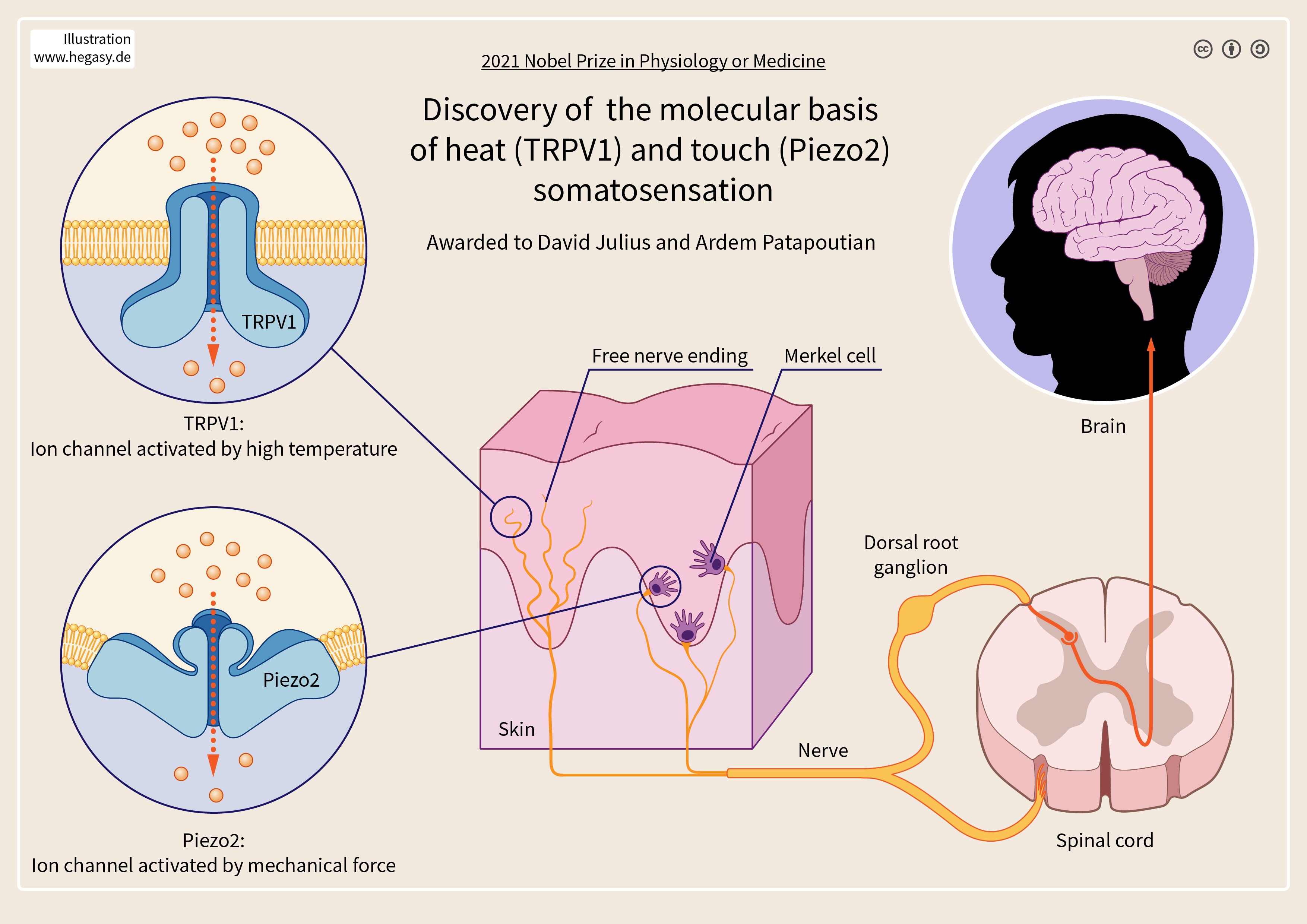
2021 年ノーベル生理学・医学賞: TRPV1 と PIEZO2 の発見

パタプティアンの研究は、温度と触覚の生物学的受容体に関するもの（侵害受容）で、その知見は、慢性疼痛を含むさまざまな疾患の治療法開発に用いられている。 この発見により、熱や冷たさ、機械的な力がどのように神経インパルスを引き起こすかが理解できるようになった。
パタプティアンンはセンサーの信号伝達を研究している。パタプティアンンと共同研究者たちは遺伝子を不活性化した。このようにして、細胞を触覚に鈍感にする遺伝子を同定した。触覚のチャンネルはPIEZO1と呼ばれた。PIEZO1と類似していることから、2番目の遺伝子が発見され、PIEZO2と名付けられた。このイオンチャネルは、2つの機械受容器のうちより重要であり、触覚に不可欠である。PIEZO1とPIEZO2チャネルは、血圧、呼吸、膀胱の制御など、さらに重要な生理学的プロセスを制御していることが示されている。
また、温度、機械的な力、細胞体積の増加によって活性化される新規のイオンチャネルや受容体の同定にも大きく貢献した。パタプティアンとその共同研究者らは、これらのイオンチャネルが、温度感覚、触覚、固有感覚、痛覚、血管収縮の調節において卓越した役割を果たしていることを明らかにした。さらに最近の研究では、機能ゲノミクス技術を用いて、機械感受性イオンチャネル（メカノトランスダクション）を同定し、その特徴を明らかにしている。

## 論文

### PIEZO1 + PIEZO2
- Coste, B.; Mathur, J.; Schmidt, M.; Earley, T. J.; Ranade, S.; Petrus, M. J.; Dubin, A. E.; Patapoutian, A. (September 2, 2010). “Piezo1 and Piezo2 Are Essential Components of Distinct Mechanically Activated Cation Channels”. Science (American Association for the Advancement of Science (AAAS)) 330 (6000):  55–60. Bibcode: 2010Sci...330...55C. doi:10.1126/science.1193270. ISSN 0036-8075. PMC 3062430. PMID 20813920.[15]
- Coste, Bertrand; Xiao, Bailong; Santos, Jose S.; Syeda, Ruhma; Grandl, Jörg; Spencer, Kathryn S.; Kim, Sung Eun; Schmidt, Manuela et al. (February 19, 2012). “Piezo proteins are pore-forming subunits of mechanically activated channels”. Nature (Springer Science and Business Media LLC) 483 (7388):  176–181. Bibcode: 2012Natur.483..176C. doi:10.1038/nature10812. ISSN 0028-0836. PMC 3297710. PMID 22343900.
- Kim, Sung Eun; Coste, Bertrand; Chadha, Abhishek; Cook, Boaz; Patapoutian, Ardem (February 19, 2012). “The role of Drosophila Piezo in mechanical nociception”. Nature (Springer Science and Business Media LLC) 483 (7388):  209–212. Bibcode: 2012Natur.483..209K. doi:10.1038/nature10801. ISSN 0028-0836. PMC 3297676. PMID 22343891.

### PIEZO2
- Ranade, Sanjeev S.; Woo, Seung-Hyun; Dubin, Adrienne E.; Moshourab, Rabih A.; Wetzel, Christiane; Petrus, Matt; Mathur, Jayanti; Bégay, Valérie et al. (December 2014). “Piezo2 is the major transducer of mechanical forces for touch sensation in mice” (英語). Nature 516 (7529):  121–125. Bibcode: 2014Natur.516..121R. doi:10.1038/nature13980. ISSN 1476-4687. PMC 4380172. PMID 25471886.[16]
- Woo, Seung-Hyun; Ranade, Sanjeev; Weyer, Andy D.; Dubin, Adrienne E.; Baba, Yoshichika; Qiu, Zhaozhu; Petrus, Matt; Miyamoto, Takashi et al. (April 6, 2014). “Piezo2 is required for Merkel-cell mechanotransduction”. Nature (Springer Science and Business Media LLC) 509 (7502):  622–626. Bibcode: 2014Natur.509..622W. doi:10.1038/nature13251. ISSN 0028-0836. PMC 4039622. PMID 24717433.

## 参照
- Ardem Patapoutian, PhD
- The Patapoutian Lab
- Ardem Patapoutian, PhD

## 受賞歴
- 2017年 - アルデン・スペンサー賞
- 2019年 - ローゼンスティール賞
- 2020年 - カヴリ賞 神経科学部門
- 2020年 - BBVA Foundation Frontiers of Knowledge Award
- 2021年 - ノーベル生理学・医学賞